# AKTユアタイム クイック
『AKTユアタイム クイック』（エイケイティー ユアタイム クイック）は、2016年10月5日から2017年9月30日まで秋田テレビで放送されていた報道番組（スポットニュース）である。
それまで同局で放送されていた『AKTこんやのニュース』のリニューアル版で、フジテレビ発のスポットニュースが『ユアタイム クイック』（番組表上ではユアタイム クイック・あすの天気）と改題したのに伴い、それにタイトルを合わせる形でスタートした。
2017年1月21日までは毎週月曜 - 土曜 20:54 - 21:00（日本標準時）に放送されていたが、その翌日の1月27日からは金曜日のみ21:49 - 21:55の放送で、それ以外の曜日にはそれまでと同じ時間帯に放送という形になった。日曜日と長時間特別番組の放送日には、替わって『ユアタイム クイック・あすの天気』の同時ネットが行われた。